# 廖婉汝
廖婉汝（1960年1月27日—），中華民國政治人物，中國國民黨籍，生於屏東縣，曾擔任第4–7、10屆的立法委員及連任兩屆國民大會代表。
1993年有意參選屏東縣縣長，2014年有意參選屏東市市長，但均未獲提名，1998年參選潮州鎮鎮長落敗、2015及2016年分別參選屏東縣第三選舉區立委補選及屏東縣第一選舉區立委選舉，均宣告落敗。2015年3月接任國民黨屏東縣黨部主任委員。2020年睽違八年後，回鍋競選國民黨不分區立委，順利當選而重返立法院。

## 選舉紀錄
| 年度 | 選舉屆數               | 選舉區                                 | 所屬政黨   | 得票數    | 得票率 | 當選標記 | 備註 |
| ---- | ---------------------- | -------------------------------------- | ---------- | --------- | ------ | -------- | ---- |
| 1991 | 第二屆國民大會代表選舉 | 屏東縣第二選舉區                       | 中國國民黨 | 26,895    | 15.90% |          |      |
| 1996 | 第三屆國民大會代表選舉 | 屏東縣第二選舉區                       | 中國國民黨 | 36,239    | 19.21% |          |      |
| 1998 | 第十三屆潮州鎮鎮長選舉 | 屏東縣潮州鎮                           | 中國國民黨 | 7,646     | 29.78% |          |      |
| 1998 | 第四屆立法委員選舉     | 屏東縣立法委員選舉區                   | 中國國民黨 | 40,426    | 9.89%  |          |      |
| 2001 | 第五屆立法委員選舉     | 屏東縣立法委員選舉區                   | 中國國民黨 | 35,742    | 8.72%  |          |      |
| 2004 | 第六屆立法委員選舉     | 屏東縣立法委員選舉區                   | 中國國民黨 | 50,923    | 12.93% |          |      |
| 2008 | 第七屆立法委員選舉     | 全國不分區及僑居國外國民立法委員選舉區 | 中國國民黨 | 5,010,801 | 51.23% |          |      |
| 2015 | 第八屆立法委員補選     | 屏東縣第三選舉區                       | 中國國民黨 | 20,627    | 31.61% |          |      |
| 2016 | 第九屆立法委員選舉     | 屏東縣第一選舉區                       | 中國國民黨 | 43,678    | 30.00% |          |      |
| 2020 | 第十屆立法委員選舉     | 全國不分區及僑居國外國民立法委員選舉區 | 中國國民黨 | 4,723,504 | 33.36% |          |      |

## 爭議

### 藏人抗議事件失言風波
2008年3月31日，時任立委的廖婉汝在立法院質詢時爆出陰謀論，質疑「西藏暴動」（2008年西藏骚乱），是總統府出錢透過蒙藏委員會幕後操控的結果，目的就是要影響總統選舉，而陳水扁出資策動西藏抗爭。引起在台藏人對該發言相當不滿。國家安全局局長許惠祐鄭重澄清，西藏早年抗暴有其歷史緣由，不應該做這樣的聯想，這件事與中華民國政府絕對沒有關係。廖婉汝之後於4月1日在國民黨團代理書記長謝國樑陪同下，為失言向社會道歉。

## 外部連結
- 廖婉汝粉絲專頁
- 立法院全球資訊網－立法委員－廖婉汝委員簡介 （页面存档备份，存于）
- 立法院全球資訊網－立法委員－廖婉汝委員簡介 （页面存档备份，存于）
- 立法院全球資訊網－立法委員－廖婉汝委員簡介 （页面存档备份，存于）
- 立法院全球資訊網－立法委員－廖婉汝委員簡介 （页面存档备份，存于）